# Garray
Garray ist ein nordspanischer Ort und eine aus fünf Dörfern bzw. Weilern bestehende Gemeinde (municipio) mit 785 Einwohnern (Stand: 2024) im Norden der Provinz Soria im Osten der Autonomen Region Kastilien und León. Der Ort gehört zur bevölkerungsarmen Region der Serranía Celtibérica.

## Lage und Klima
Der Ort Garray liegt nur etwa 8 km nördlich der Provinzhauptstadt Soria und ca. 500 m nordöstlich eines Knicks des Río Duero, nahe der Einmündung des Río Tara, in einer Höhe von ca. 1020 m. Das Klima ist gemäßigt bis warm; Regen (ca. 570 mm/Jahr) fällt mit Ausnahme der eher trockenen Sommermonate übers Jahr verteilt.

## Bevölkerungsentwicklung
| Jahr      | 1857 | 1900 | 1950 | 2000 | 2020 |
| Einwohner | 320  | 316  | 351  | 431  | 721  |

Trotz der Mechanisierung der Landwirtschaft, der Aufgabe bäuerlicher Kleinbetriebe („Höfesterben“) und des daraus resultierenden Verlusts von Arbeitsplätzen ist die Einwohnerzahl der Gemeinde im 20. Jahrhundert weitgehend konstant geblieben. Wegen der Nähe zur Provinzhauptstadt Soria ist sie zu Beginn des 21. Jahrhunderts deutlich angestiegen. Zur Gemeinde gehören auch die in den 1960er Jahren eingemeindeten und jeweils etwa 25 bis 65 Einwohner zählenden Weiler (pedanías) Canredondo de la Sierra, Chavaler, Dombellas, Santervás de la Sierra und Tardesillas.

## Wirtschaft
Garray und sein Umland sind traditionell landwirtschaftlich geprägt; der Ort lag an einem wichtigen Viehtriftweg (Cañada Real) im Norden Spaniens. Seit dem ausgehenden 20. Jahrhundert spielt auch der Tourismus in Form der Vermietung von Ferienwohnungen (casas rurales) eine nicht unbedeutende Rolle. Zu Beginn des 21. Jahrhunderts entstand der Flughafen Aeródromo de Soria-Garray. Im Jahr 2020 nahmen zwei Unternehmen zur Gewinnung und Nutzung von Kohlenstoffdioxid den Betrieb auf.

## Geschichte

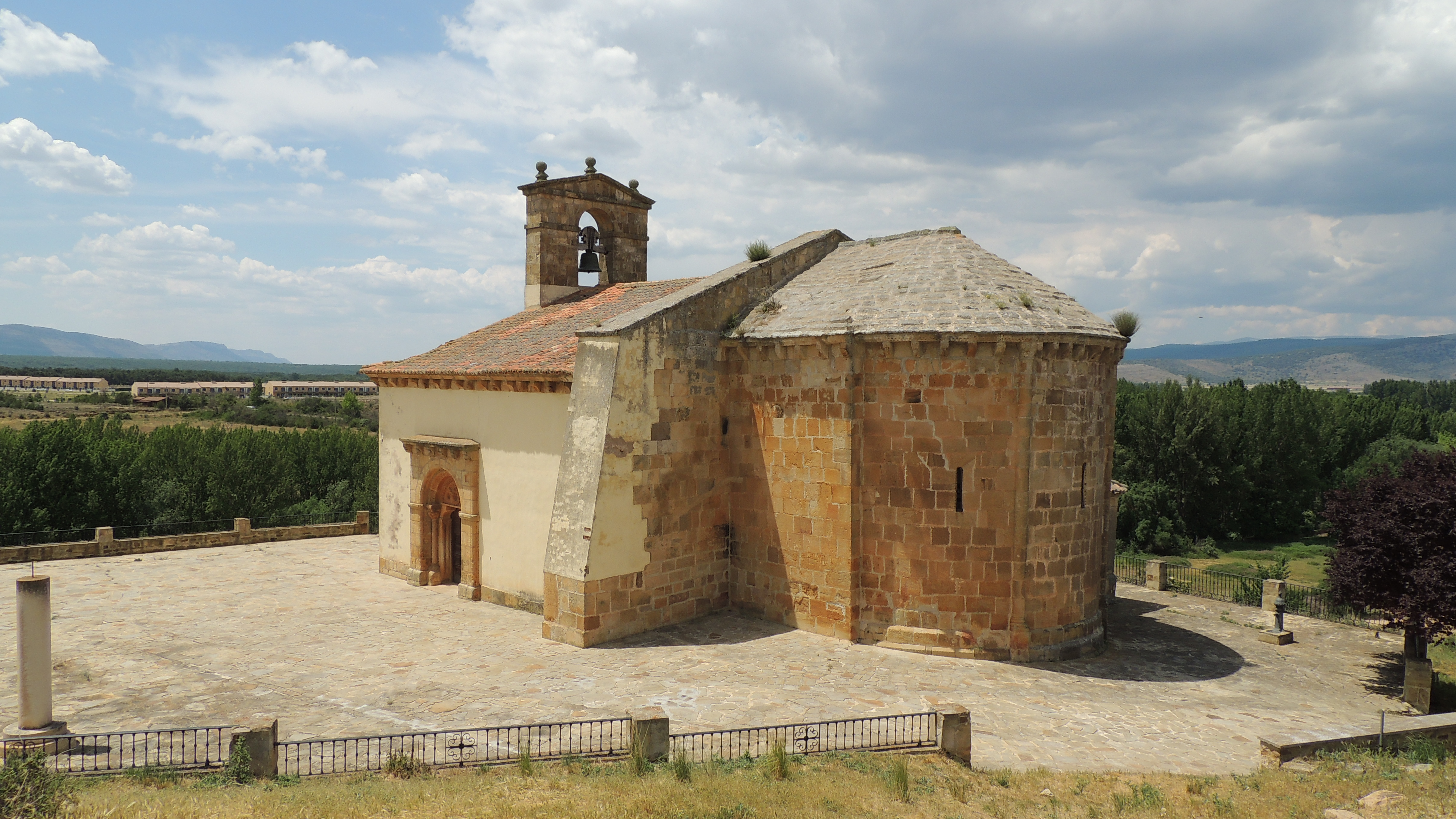
Ermita de los Mártires (13. Jh.) über der Talsenke des Duero

Auf dem gut 1 km südlich des Ortes gelegenen Cerro de la Muela befinden sich die Ruinen von Numantia, einem seit der Bronzezeit besiedelten keltiberischen Oppidum, welches im Jahr 133 v. Chr. von römischen Truppen des jüngeren Scipio (Aemilianus) im Numantinischen Krieg nach wiederholten Angriffen und langer Belagerung zerstört wurde. Kaiser Augustus ließ die an einer wichtigen Verbindungsstraße zwischen Astúrica Augusta (Astorga) und Caesaraugusta (Saragossa) gelegene Stadt neu erbauen.
Im 8. Jahrhundert wurde das Gebiet von den Mauren erobert; viele Christen flüchteten daraufhin in weiter nördlich gelegene Gebiete der Iberischen Halbinsel. Bereits seit dem 10. Jahrhundert gab es Bestrebungen zur Rückeroberung (reconquista), die jedoch erst im Jahr 1076 durch König Alfons VI. von León erfolgte, der auch den Befehl zur Wiederbesiedlung (repoblación) erteilte. In den Jahren zwischen 1109 und 1114 eroberte und besetzte der aragonesische König Alfons I. das lange Zeit zwischen den Königreichen Kastilien und Aragón umstrittene Gebiet.

## Sehenswürdigkeiten
- Die Chorpartie der in der zweiten Hälfte des 16. Jahrhunderts entstandenen und von einem Glockengiebel (espandaña) überhöhten Iglesia San Juan Bautista ist eindeutig gotisch. Die Kirche bewahrt noch den romanischen Taufstein (pila bautismal) des Vorgängerbaus. Der Bau besteht – mit Ausnahme der Ecksteine – größtenteils aus Bruchsteinen (mampostería); der auf der Südseite befindliche Eingang ist durch einen Vorbau (portico) geschützt.[3]
- Auf dem Kirchplatz befindet sich ein barocker Brunnen (fuente) mit vier halbrunden Becken.

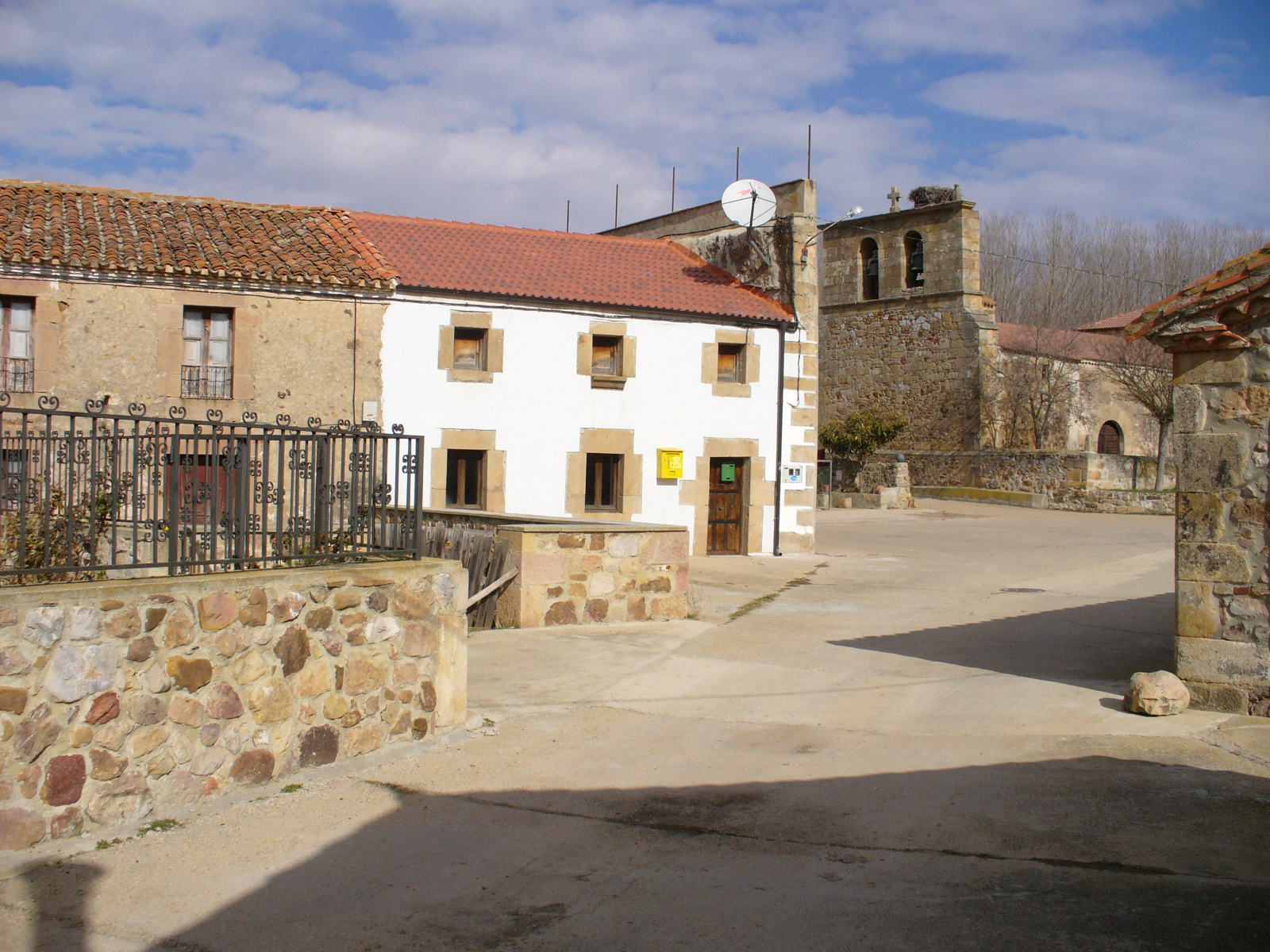
Tardesillas – Ortsbild

- Eine 16-bogige Steinbrücke über quert den Fluss Duero. Über sie bzw. ihren Vorgänger führte der Viehtriftweg aus bzw. in Richtung Soria.[4]
- Die Ermita de los Santo Mártires ist eine dreischiffige, um 1230 fertiggestellte romanische Kirche mit einem originellen, aus floralen bzw. sternförmigen Elementen gestalteten Tympanon über dem Südportal. In der Barockzeit wurde der von drei Kugeln überhöhte Glockengiebel erneuert oder hinzugefügt.[5]

Tardesillas
- Die Kirche des ca. 2,5 km nordwestlich gelegene Weilers Tardesillas verfügt über eine einschiffige Kirche aus dem frühen 18. Jahrhundert. Hinter dem rechteckig geformten Glockengiebel befindet sich eine Art offene Glockenstube.[6]
- Vom ehemals hier befindlichen Zisterzienserinnenkloster fehlen jegliche Spuren.